# Ближняя Игуменка
Ближняя Игуменка — село в Белгородском районе Белгородской области России, входит в состав Новосадовского сельского поселения. Находится в трех километрах от Белгорода.

## История
История села Ближняя Игуменка уходит в далекое прошлое. В дореволюционных источниках село именуется иначе — Ближнее Игуменово. Возникло оно в начале XVII века, упоминается в документах 1626 года. Было владением Белгородского Никольского монастыря (основан в 1599 г.) и название свое получил от слова «игумен» — настоятель монастыря.
Из статистического отчета начала XX века можно узнать следующее: «В Б. Игуменово 313 дворов с 2118 жителями (1099 мужчин и 1019 женщин). Все селяне были землепашцами. Безземельных в селе не было. Грамотных в селе много, потому что есть школа. В селе есть церковь Престола во имя Святителя Николая, построенная в 1858 г. усердием прихожан и других благотворителей. При земской школе имелась и библиотека, число томов — 40».
В 1923 году была организована изба-читальня. В 1929 году на территории села образовался колхоз «Красный строитель».
В начале 30-х годов село продолжало именоваться Ближнее Игуменово. Оно являлось центром сельского совета и в нем проживало 2115 человек.
До войны численность населения составляла около 3 тысяч человек, дворов — 670. На территории села были: церковь, 4 — летняя школа, медицинский пункт, клуб и сельский совет с избой — читальней в одном помещении, которые находились на месте современного памятника.
В 1941 году из с. Ближняя Игуменка ушло на войну 330 человек, многие из них не вернулись. Село было захвачено немцами и находилось под оккупацией 21 месяц. Жители села эвакуированы в Томаровку, Сумы, село было практически уничтожено. С 1943 года начинается возрождение села, открывается изба-читальня.
В 1954 году было проведено электричество. В 1955 году Старый город и село Ближняя Игуменка объединили в одно хозяйство — образовался колхоз имени Калинина. В 1956 году построили клуб и сразу отдали под склад зерна. В 1957 году построили школу на 280 учеников.
В 1968 году колхоз имени Калинина объединили с совхозом «Плодоовощной».
В 1979 году сдан в эксплуатацию коровник на 200 голов. В 1980 году вместе с производственными объектами сдаются и жилые дома. Заселены два 22-квартирных дома рабочими совхоза.
В 1982 году ввели в эксплуатацию дорогу с твердым асфальтовым покрытием, соединяющую центральную усадьбу совхоза «Плодоовощной» с Калининским отделением. В этом же году начали строить коттеджи для рабочих Калининского отделения. В 1984 году к коттеджам подведен газ.
В 1994 году детский сад был переведен в новое помещение. В 1997 году открылась новая школа, рассчитанная на 330 детей.
9 сентября 2001 года в Ближней Игуменке состоялось освящение новой церкви Святителя Николая Чудотворца. Освятил храм архиепископ Белгородский и Старооскольский Иоанн.
В 2014 году было принято решение о сносе старого Дома Культуры, и строительстве нового здания. 9 сентября 2017 года в селе торжественно открыли новый культурно-спортивный центр. КСЦ оборудован современной аппаратурой и включает в себя зрительный и спортивный залы, зал хореографии и кабинеты для занятий различными видами спорта. Здесь же расположился офис семейного врача и большая поселенческая библиотека, с детской и взрослой литературой.

## Достопримечательности
- Древний курган у с. Ближняя Игуменка
- Родник «Игуменский», святой источник Николая Чудотворца
- Церковь Николая Чудовторца

## Население
| 2002 | 2010  | 2021  |
| ---- | ----- | ----- |
| 909  | ↗1063 | ↗4908 |

В 1890 году в селе Ближнее Игуменово Белгородского уезда проживало 880 мужчин и 899 женщин. В начале 1900-х гг. в Ближнем Игуменове — 313 дворов, 2118 жителей (1099 муж. и 1019 жен.). В 1979 году в селе — 469 жителей, в 1989 году — 651 (289 муж. и 362 жен.).